# Биганишвили, Гурам Сардионович
Гурам Сардионович Биганишвили (род. 19 мая 1950, Тбилиси) — советский и грузинский яхтсмен, чемпион СССР, участник двух летних Олимпийских игр, заслуженный мастер спорта СССР.

## Биография
Начал заниматься парусным спортом в начале 1970-х годов на «Тбилисском море» под руководством тренера Зураба Майсурадзе.
Двукратный чемпион СССР в классе «Звёздный» (1982 и 1984).
Чемпион Европы 1984 года (Португалия) в классе «Звёздный» вместе со шкотовым Александром Зыбиным.
Победитель регаты Дружба-84 в Таллине в классе «Звёздный» вместе со шкотовым Александром Зыбиным.
В 1988—1991 годах работал гонщиком-испытателем парусной фирмы «North sails» в Сан-Диего, США.
На летних Олимпийских играх 1992, в Барселоне, был 13-м в классе «Звёздный» вместе со шкотовым Владимиром Груздевым.
На летних Олимпийских играх 1996, выступая за сборную команду Грузии в Саванне в качестве рулевого, был 16-м в классе «Звёздный» вместе со шкотовым Владимиром Груздевым.
Возглавлял федерацию парусного спорта Грузии в 2000-х годах.

## Государственные награды
- Заслуженный мастер спорта СССР[7].